# 最高裁判所裁判官国民審査法
最高裁判所裁判官国民審査法（さいこうさいばんしょさいばんかんこくみんしんさほう、昭和22年11月20日法律第136号）は、日本国憲法第79条2項および4項の規定に基づく、最高裁判所の裁判官の任命に関する国民の審査について定めた法律である。略称は、国民審査法。
1947年（昭和22年）11月20日に公布された。

## 構成
- 第一章 総則（1 - 11条）
- 第二章 投票及び開票（12 - 26条）
- 第三章 審査分会及び審査会（27 - 34条）
- 第四章 審査の結果（35条）
- 第五章 訴訟（36 - 42条）
- 第六章 再審査（43条）
- 第七章 罰則（44 - 49条）
- 第八章 補則（50 - 57条）
- 附則